# Марклвил (Индијана)
Марклвил (енгл. Markleville) град је у америчкој савезној држави Индијана.

## Демографија
По попису из 2010. године број становника је 528, што је 145 (37,9%) становника више него 2000. године.
| Група             | 2000.       | 2010.       |
| Белци             | 382 (99,7%) | 516 (97,7%) |
| Афроамериканци    | 0 (0,0%)    | 1 (0,2%)    |
| Азијати           | 0 (0,0%)    | 1 (0,2%)    |
| Хиспаноамериканци | 0 (0,0%)    | 5 (0,9%)    |
| Укупно            | 383         | 528         |